# Файнштейн, Олег Владленович
Файнштейн Олег Владленович (род. 11 июня 1958 , Москва) — советский и российский сценарист.

## Биография
Родился 11 июня 1958 года в Москве в семье служащих. Окончил Московский авиац. институт (1981), Высшие курсы сценаристов и режиссёров (1992). Дебютировал в 1978: газ. «Московский комсомолец». Автор кн. прозы: Невеста льва. Рассказы, повесть. М., «Московский рабочий», 1991. Печатался как прозаик и критик в журналах: «Октябрь» (1991, № 11); в альманахе «Кольцо А», « Апрель». Был одним из соавторов телесериала «Горячев и другие». Член Союза рос. писателей (1991), СК России (1996).

### Фильмография
- 1992 — Горячев и другие
- 1994 — Письма в прошлую жизнь
- 1996 — Короли российского сыска
- 1998 — Любовь Великих
- 2004 — Чердачная история

## Награды
- Премия «Память» конкурса на лучший рассказ о Великой Отеч. войне (1986)
- стипендия Берлинского сената по лит-ре (1992).